# Stavelsekvantitet
Stavelsekvantitet, eller stavelselängd, är inom prosodin och metriken längden på en stavelse. I språk där kvantiteten är fonematisk (distinktiv) kan en stavelses längd vara betydelseskiljande. Inom grekisk och latinsk metrik utgör distinktionen mellan korta och långa stavelser grundvalen för versrytmen.

## Metrik
Den klassiska versläran bygger på stavelsekombinationer av olika kvantitet som tillsammans bildar så kallade versfötter. En troké består t.ex. av två stavelser – en lång följd av en kort ( ), medan t.ex. en jamb består av en kort stavelse följd av en lång ( ). En lång stavelse är likvärdig två korta, och en lång stavelse tar i teorin dubbelt så lång tid att uttala som en kort. Enligt detta system är en stavelse lång om den innehåller en lång vokal eller diftong, s.k. naturlängd, eller om en kort vokal följs av två eller flera konsonanter, s.k. positionslängd. Ett undantag från denna sistnämnda regel utgjorde en konsonantgrupp bestående av en klusil /p t k b d g/ och en likvida /r l/, så kallad muta cum liquida. Denna konsonantgrupp utgjorde inte positionslängd och kunde i versläran räknas som antingen lång eller kort.
På t.ex. nordiska språk har detta omtolkats till betoning, s.k. accentuerande vers, där trokéer och jamber är tvåstaviga ord med betoning på första respektive sista stavelsen, såsom sida (troké) respektive minut (jamb). Grekisk och romersk verslära är dock i stället kvantiterande – och versfötterna definieras enbart utifrån sin kvantitet.

### Exempel
Vergilius’ Aeneiden är skriven på daktylisk hexameter och består således av verser bestående av sex versfötter där varje fot är en daktyl, d.v.s. en fot bestående av en lång och två korta stavelser (  ): arma vi-. Två korta stavelser kan däremot ersättas av en lång, d.v.s. en spondé ( ): -nō Troi-. Sista stavelsen kan vara antingen lång eller kort, s.k. anceps ( ). De första två verserna kan således ställas upp på följande sätt, där streck () anger en lång stavelse, t.ex. arm- och brevis () anger en kort stavelse, t.ex. -a eller vi- första versfoten.
Arma virumque canō, Troiae quī prīmus ab ōrīs
Ītaliam, fātō profugus, Lāvīniaque vēnit
   |    |   |   |    |  
   |   |    |   |    |  

## Prosodi

Hierarkisk modell av de engelska orden cat (katt) och sing (sjunga). I båda ord består rimmet av en vokal och en konsonant (CV) vilket i engelskan gör de båda enstaviga orden till långa stavelser.

Många språk gör en åtskillnad mellan ”korta” och ”långa” stavelser. Stavelsens kvantitet (längd) bestäms av dess uppbyggnad. En stavelse kan analyseras i att bestå av en ansats och ett rim och det är rimmet som är avgörande för kvantiteten. I t.ex. ordet ta /tɑː/ består rimmet av en lång vokal (Vː = två moror) vilket utgör grunden till att stavelsen är lång.
Enligt Larry M. Hyman kan man dela in språk som skiljer mellan korta och långa stavelser i två grupper:
1. språk i vilka stavelser som slutar på en kort vokal (V) är korta, och där stavelser som antingen slutar på en lång vokal (Vː) eller på en vokal + en konsonant (VC) är långa, t.ex. latin eller arabiska
2. språk i vilka stavelser som slutar på en kort vokal är korta, och där stavelser som slutar på lång vokal är långa, oavsett om denna vokal följs av en konsonant, d.v.s. där VC räknas som en kort stavelse, t.ex. huasteco eller khalkamongoliska.

Det är vanligt att åskådliggöra stavelsekvantiteten med en s.k. moraanalys. En mora är en enhet som är mindre än en stavelse. På t.ex. svenska anses långa vokaler bestå av två moror, en lång konsonant av en mora, och en kort konsonant av ingen mora. Ett ord som valen /vɑːlɛn/ (CVVCVC) består således av två stavelser och tre moror, och ett ord som vallen /valːɛn/ (CVCCVC) består också av tre moror.
På t.ex. latin har stavelselängden betydelse för betoningen, eftersom betoningen faller på näst sista stavelsen, men endast om denna är lång, t.ex. amícus /a.ˈmiː.kus/ men símilis /ˈsi.mi.lis/. Näst sista stavelsen i amícus är lång eftersom den innehåller en lång vokal /iː/, medan näst sista stavelsen i símilis är kort eftersom vokalen är kort och inte följs av en konsonant. Betoningen flyttas därför till tredje stavelsen från slutet.
Just betoning är ett vanligt fenomen som påverkas av stavelsekvantiteten, men kvantitet kan också förklara andra fenomen som ersättningsförlängning och reduplikation. På t.ex. mokilesiska måste en reduplicerad stavelse vara lång, t.ex. /sɔː.rɔk/ ’riva’ > /sɔː-sɔː.rɔk/ ’rivande’ Om den ursprungliga stavelsen är kort följer ansatsen i nästa stavelse med i redupliceringen för att fylla detta krav, t.ex. /pɔ.dok/ ’plantera’ > /pɔd-pɔ.dok/ ’planterande’.
I många språk måste också orden vara av en viss längd, och för korta ord existerar inte eller har väldigt begränsad distribution. Engelsk fonotax godkänner t.ex. inte ord som bara består av en kort enmoraisk CV-stavelse, d.v.s. ord som fee /fiː/ (CVː) och pit /pɪt/ (CVC) går bra, men ord som  */fɪ/ (CV) och */pɪ/ existerar inte, med några få undantag.

## Stavelsekvantitet i standardsvenska
I de flesta former av standardsvenska är alla betonade stavelser långa, och i en betonad stavelse gäller s.k. komplementär längd – antingen kan en lång vokal följas av en kort konsonant (VːC), som i läka (IPA: [lɛːka]), eller så kan en kort vokal följas av en lång konsonant (VCː), som i läcka (IPA: [lɛkːa]). I båda fallen är första stavelsen lång eftersom den innehåller ett långt segment. Den exakta realiseringen av stavelselängden varierar mellan olika dialekter. I en studie över konsonantlängd i olika dialekter hade finlandssvenska dialekter stor åtskillnad mellan långa och korta konsonanter, medan norrländska dialekter har mindre åtskillnad men med relativt långa konsonanter. Centralsvenska och sydsvenska dialekter har också en mindre åtskillnad än finlandssvenska, men med relativt korta konsonanter. I synnerhet i sydsvenska dialekter är längddistinktionen främst koncentrerad till vokalen, medan skillnaden mellan korta och långa konsonanter är relativt liten.

### Kvantitetsomläggningen
I fornnordiskan fanns ytterligare två typer av stavelselängd. En betonad stavelse kunde vara kort med kort vokal och kort konsonant och även överlång, med lång vokal följt av lång konsonant. Totalt fanns alltså tre olika typer av stavelselängd i betonad stavelse, i jämförelse med nusvenska där alla betonade stavelser är långa.
| Stavelsetyp           | Struktur | Exempel         |
| --------------------- | -------- | --------------- |
| (1) Kort stavelse     | VC       | făra            |
| (2a) Lång stavelse    | VCː      | falla           |
| (2b) Lång stavelse    | VːC      | grāta ’gråta’   |
| (3) Överlång stavelse | VːCː     | dōttir ’dotter’ |

Denna distinktion övergick så småningom till dagens system med komplementär längd i och med den så kallade kvantitetsomläggningen som innebar att ord med kort stavelse förlängdes och de med överlång stavelse förkortades. Baserat på många skriftliga belägg började omläggningen började på 1400-talet med förlängning av kortstaviga enstaviga ord; senare förlängdes även de tvåstaviga. Tidpunkten och reglerna för själva kvantitetsomläggningen varierar dock beroende på dialekt, och i vissa dialekter finns det gamla kvantitetsystemet bevarat.
I götamålen förlängdes i regel vokalen, t.ex. fornsvenska drŭpi > götamål drōpe.  I sveamålen förlängdes ibland konsonanten, ibland vokalen. Enligt en studie över stavelselängdens utveckling i uppländska dialekter visade Bengt Hesselman att stavelseförlängningen berodde på vokalens kvalitet och på efterföljande konsonant. I t.ex. dialekten i Häverö socken förlängdes vokalen om denna var öppen, såsom /a/ eller /æ/, som i tāk eller vǟg. Om vokalen var sluten, såsom /i/, /y/, /ʉ/ eller /u/, förlängdes vokalen framför tonande konsonanter, som i jīvi ’givit’ och flūgu ’fluga’, men om vokalen föregick tonlösa konsonanter, förlängdes i stället konsonanten, som i bitti ’bitit’ eller posse ’påse’. Liknande paralleller finns enligt Hesselman i flera dialekter, i t.ex. dialekten i Pargas har /i/ förblivit kort i t.ex. bĭt, medan /a/ har förlängts i dāl. Enligt Lars Levander kan liknande tendenser synas i många dialekter i Nedansiljan, t.ex. i Mockfjärdsmålets britti ’brutit’, men klīvi ’kluvit’. Hesselman kopplar detta till det faktum att vokaler är fonetiskt längre framför tonande konsonanter än framför tonlösa..
| Fornsvenska | Götamål | Sveamål |
| ----------- | ------- | ------- |
| bĭt         | bēt     | bett    |
| skĭp        | skēp    | skepp   |
| drŭpi       | drōpe   | droppe  |
| hĭti        | hēte    | hetta   |
| ny̆kil       | nȫkel   | nyckel  |
| my̆kit       | mȫe     | mycke   |
| y̆pin        | ȫpen    | öppen   |

Rikssvenskan är i huvudsak baserad på de nordligare målen, och har därför oftast former som överensstämmer med sveamålen, men eftersom riksspråket har influenser från olika dialektområden, dels från olika dialektområden i Uppland där kvantitetsomläggningen har sett annorlunda ut, dels från andra dialekter såsom sörmländska och östgötska, finns flera undantag och motsättningar till omläggningen. Därför har t.ex. konsonanten förlängts  i mosse, vecka och hetta (< fsv. mŏsi, vĭka, hĭti), men vokalen i på̄se, tvēka och bēta (< fsv. pŏsi, tvĭka, bĭti), trots att dessa par rimmade på fornsvenska.

## Äldre stavelselängder i svenska dialekter
I vissa nordiska dialekter finns det gamla kvantitetssystemet bevarat i olika grad. Det gäller bland annat dialekter i Finland, delar av Dalarna, delar av Norrland och i gammal västuppländska.

### Finland

Finlandssvenska dialekter.

I finlandssvenskt högspråk finns kortstavighet i vissa ord som enligt Mikael Reuter kan delas in i fem kategorier:
1. Ord som ofta står obetonade, t.ex. före eller över.
2. Ord som har eller har haft vacklande betoning, t.ex. skomakare eller tobak, även förkortningar av ord med slutledsbetoning som foto (av fotografi) samt ord med vokalförkortning i böjningsformer, t.ex. stövel–stövlar)
3. Vissa främmande ord som kamera och dynamo
4. Vissa ord med dialektal eller vardaglig prägel, t.ex. redig, måka ’mocka’, samt lån från finskan (som också har kortstavighet): kiva ’kul’
5. Vissa ord med talspråkligt konsonantbortfall: viken ’vilken’, hudan ’hurdan’.

I finlandssvensk språkvård har kortstavighet tidigare motarbetats och undviks i formellt tal, i synnerhet av äldre. Dessutom har inte kortstavigheten samma prägel i alla ord – enligt Mikael Reuter är t.ex. kortstavighet i fara mer dialektalt eller vardagligt än det i göra.
I traditionella finlandssvenska dialekter är kvantiteten relativt väl bevarad i olika grad. I Nyland finns alla typer bevarade: kortstavighet i både enstaviga ord som lăg ’laga’ och sĭm ’simma’, och i tvåstaviga ord som spä̆la ’spela’ och bĕtär ’bättre’. Dessutom finns även överlånga stavelser, som i rōdd ’rodde’ eller sjūss ’skjuts’.
I östra Åboland finns också kortstavigheten bevarad i både enstaviga och tvåstaviga ord, såsom i băka ’bakade’ och hăkon ’hakan’, men i västra Åboland har enstaviga ord förlängts, t.ex. fār ’presens av fara’.
På Åland har kortstavingarna förlängts. På östra Åland har konsonanten förlängts, t.ex. bekk ’beck’ och burre ’burit’, medan vokalen i stället förlängts på Fasta Åland, t.ex. bēk ’beck’ och būre ’burit’. På västra Åland har vokalen förlängts i enstavingar, medan konsonantförlängning påträffas i tvåstavingar som övvär ’över’. Överlång stavelse finns i t.ex. sjȫtt ’skötte’.
I hela Österbotten är kortstavigheten bevarad i tvåstavingar. Kortstavighet i enstavingar finns bevarad i norra Österbotten med undantag av Munsala, samt i delar av mellersta Österbotten, t.ex. Björköby och Vörå. I andra delar av mellersta Österbotten samt i södra Österbotten har enstavingarna förlängts, t.ex. i Replot koåːm ’kom’ eller Närpes sieːm ’simma’.

### Dalarna

Språkgrupper i Dalarna.

I Dalarna finns kortstavighet bevarad i Ovansiljan samt i Rättvik i tvåstaviga ord, t.ex. moramål wĭtji ’vikit’, rättviksmål kŏmå ’komma’. Dessutom finns sporadiska uppteckningar av kortstavighet annorstädes i Dalarna, t.ex. djuråmål lô̆va ’levat’, flodamål smŭlu ’smula’, men i övrigt har socknarna utanför Ovansiljan (med undantag av Rättvik) förlängt kortstaviga ord. Kortstavighet i enstaviga ord finns till skillnad från i finlandssvenska dialekter inte bevarad i Dalarna. Dock kan vissa ord på rättviksmål enligt Lars Levander behålla sin kortstavighet även i betonad ställning inom frasen, t.ex. ǟ jä̆r ä̆ ĭntô ’det gör jag inte’ med kortstavigt jär. Dessutom finns kortstavigheten i enstavingar bevarade i sammansättningar i dessa ovan nämnda områden. Levander drar slutsatsen att förlängningen i enstaviga ord skett i jämförelsevis sen tid.
I Dalarna finns överlånga stavelser enligt Levander bäst bevarade i Älvdalen, på Sollerön samt allra främst i Öje i Malungs socken, t.ex. sollerömål fȫdd ’född’, öjemål nātt ’natt’, älvdalsmål bāidde ’bidade’.

### Uppland
När Bengt Hesselman år 1901 beskrev kvantiteten i uppländska dialekter hade de flesta dialekter genomgått kvantitetsomläggningen med undantag av målen i västra Uppland (det gamla Fjärdhundra) där kortstavighet fanns bevarad i tvåstaviga ord som t.ex. lŏva och sŏva.

### Jämtland
I Jämtland finns kortstavighet bevarad i viss utsträckning i östjämtska, men även delvis i västjämtska och i Ovikens socken i sydvästra Jämtland. I östra Jämtland och Oviken finns bevarad kort stavelselängd i ord såsom fornnordiska haku ’haka’, lifa ’leva’, som i dialekterna blivit håke (Fors, Ragunda, Stugun), hôke (Hällesjö) eller håku (Oviken), respektive lâva. I västra Jämtland är kortstavigheten vacklande, men främst bevarad i ord med accent 1, som fornnordiska svið som i Åre blivit svä, medan vokalen förlängts till lång eller halvlång vokal i ord med accent 2, såsom låˑvå/lå:vå ’lova’, dåˑnå/då:nå ’dåna’ (av fornnordiska lofa, duna).

### Spår av äldre kortstavighet

#### Vokalbalans
I vissa dialekter har det gamla kvantitetssystemet lämnat spår efter sig, även om systemet i övrigt har gått förlorat. Ett exempel på detta är fenomenet vokalbalans som innebär att en ändelsevokal varierar i kvalitet beroende på rotstavelsens stavelselängd. Detta kan t.ex. ses i modernt svenskt skriftspråk i ord som furuskog, ladugård och gatudörr med bindevokalen -u-, kontra ord som kyrkogård, tungomål och läroverk med bindevokalen -o-, som reflekterar stamstavelsens tidigare kortstavighet i orden furu, lada och gata, respektive långstavighet i orden kyrka, tunga och lära.

#### Apokopering
I många dialekter, i synnerhet i norrländska mål, t.ex. i Jämtland och Västerbotten, har gamla långstavingar fått sin ändelsevokal apokoperad (avhuggen), medan ändelsevokalen är bevarad i gamla kortstavingar, trots att själva kvantitetssystemet gått förlorat, t.ex. kast’, bit’, gubb’, men staka, stugu ’stuga’, vecku ’vecka’, tala, komma, o.s.v. med bevarad vokal.